# Ritratto di Augusto
Il Ritratto di Augusto, anche noto come Busto di Augusto con corona gemmata, è un busto romano raffigurante l'imperatore Augusto, attualmente conservato presso Palazzo Nuovo a Roma.

## Storia
Il busto fu scoperto nel 1889, durante gli scavi che si concentrarono lungo Via Merulana: fu rinvenuto nelle immediate vicinanze della chiesa dei Santi Marcellino e Pietro al Laterano - adoperato, sostanzialmente, come riempimento per un muro di età medievale. L'identificazione come Augusto avvenne grazie al contributo dell'archeologo Carlo Ludovico Visconti.
All'interno delle collezioni dei Musei Capitolini l'opera è collocata presso la sede di Palazzo Nuovo, che si affaccia su Piazza del Campidoglio, e precisamente nella Sala degli Imperatori. Quest'ultima, voluta nel 1733 da papa Clemente XII, ha tale denominazione proprio perché al suo interno vi sono esposti numerosi ritratti di imperatori romani (oltre ad altri personaggi di spicco di età imperiale), disposti in ordine cronologico.

### Esposizioni
La scultura è stata esposta in diverse occasioni: 
- dal 18 ottobre 2013 al 9 febbraio 2014 nell'ambito della mostra Augusto presso le Scuderie del Quirinale;[2]
- dal 17 marzo al 13 luglio 2014 per la mostra Moi Auguste, Empereur de Rome (Io, Augusto, Imperatore di Roma) al Grand Palais di Parigi;[2]
- dal 1° dicembre 2018 al 4 marzo 2019 nella mostra Claude, un empereur au destin singulier (Claudio, un imperatore dal destino singolare) allestita al Musée des Beaux-Arts di Lione;[3]
- dal 16 settembre al 10 dicembre 2023 all'interno della mostra Roma, the Eternal City, Masterpieces from the Capitoline Museums' Collection (Roma, la Città Eterna. Capolavori dalla collezione dei Musei Capitolini) presso il Tokyo Metropolitan Art Museum di Tokyo.[6][7][8]

## Descrizione
Augusto viene rappresentato insignito della corona civica, onorificenza militare romana realizzata in foglie di quercia e assegnata al soldato che avesse salvato la vita a un cittadino romano in battaglia. Secondo talune indagini, tuttavia, si tratterebbe di una corona composta da foglie di mirto o di alloro, simbolicamente adottati per commemorare trionfalmente la vittoria di Augusto nella Battaglia di Azio.
L'imperatore è raffigurato all'apice della sua gloria, con un'espressione calma, labbra chiuse e la testa leggermente inclinata verso destra. Le sue fattezze ricordano quelle dell'Augusto di Prima Porta, anch'esso conservato all'interno dei Musei Capitolini. Un busto affine al Ritratto di Augusto si trova presso il Museum of Fine Arts di Boston, anche se in quest'ultimo caso si parla di un busto riconducibile al cosiddetto tipo Forbes (distinguibile per la capigliatura caratterizzata da ciocche di capelli a forma di virgola, tutte pettinate su un solo lato): entrambi, comunque, sono classificati come busti dell'imperatore del "terzo tipo cronologico" dall'archeologo classico Dietrich Boschung.